# Cristina Díaz
Pour les articles homonymes, voir Diaz.
Cristina Díaz, née le 17 septembre 1958 à Monterrey (Nuevo León), est une femme politique mexicaine membre du Parti révolutionnaire institutionnel, qu'elle dirige brièvement comme présidente. Elle est la maire de Guadalupe (Nuevo León).

## Sources
- (en) Cet article est partiellement ou en totalité issu de l’article de Wikipédia en anglais intitulé « Cristina Díaz » (voir la liste des auteurs).